# 28-й корпус ППО (Україна)
28-й корпус протиповітряної оборони (28 кППО, в/ч А0150) — оперативно-тактичне з'єднання військ протиповітряної оборони в складі Збройних сил України, що існувало у 1992—2004 роках.

## Історія
Влітку 1992 року 28-й корпус ППО СРСР увійшов до Збройних сил України у складі Військ Протиповітряної оборони ЗС України.
1 липня 1992 року у м. Ковель розформовано 438-й зенітний ракетний полк (в/ч 40876). 
В 1990-х роках до складу 28 кППО увійшли три зенітно-ракетні бригади армійської системи ППО (25-та (ПрикВО), 138-ма (8 ТА), 223-тя (38 А)).
В 1996 році у місті Стрий, Львівської області розформовано 179-й винищувальний авіаційний полк ППО на МіГ-23МЛД та 270-й зенітний ракетний полк (в/ч 12242).
30 листопада 1999 року розформовано 521-й зенітний ракетний полк (м. Борщів).
В кінці 1990-х років 894 ВАП ППО з Озерного перейменовано в 9-й винищувальний авіаційний полк (в/ч А3123). На початку 2001 року спочатку льотний, а згодом і інженерно-технічний особовий склад 9-го полку перенавчається на винищувач Су-27 та приступає до його експлуатації. Літаки Су-27 були отримані з 9-ї Севастопольської винищувальної авіабригади, що дислокувалася в Бельбеку.
В 2002 р. у складі 28-го корпусу розформовано 25-ту зенітну ракетну бригаду (в/ч А1181, м. Стрий).
У 2004 році 254-й зенітний ракетний Закарпатський полк (в/ч 14951) розформований. 
2004 року у ході реформування збройних сил України, військово-повітряні сили і війська протиповітряної оборони були об'єднанні у єдиний вид — Повітряні сили України. На фондах 28-го корпусу ППО і 14-го авіаційного корпусу створено Повітряне командування «Захід» (м. Львів).

## Склад
1992 рік
- 1-ша радіотехнічна бригада (Липники)
- 179-й винищувальний авіаційний полк ППО (в/ч 23815, м. Стрий)
- 894-й винищувальний авіаційний полк ППО (в/ч 23257, смт Озерне)
- 254-й зенітний ракетний полк (в/ч 14951, м. Мукачево)
- 270-й зенітний ракетний полк (в/ч 12242, м. Стрий)
- 438-й зенітний ракетний полк (в/ч 40876, м. Ковель)
- 521-й зенітний ракетний полк (в/ч 51838, м. Борщів)
- 540-й зенітний ракетний полк (в/ч 04144, м. Каменка-Бузька)
- 17-й батальйон радіоелектронної боротьби
- 38-й комунікаційний центр (Львів)

2001 рік
- 1-ша радіотехнічна бригада (в/ч А4324, с. Липники)
- 9-й винищувальний авіаційний полк (в/ч А3123, смт Озерне)
- 25-та зенітна ракетна бригада (в/ч А1181, м. Стрий)
- 223-тя зенітна ракетна бригада (в/ч А2847, м. Стрий)
- 11-й зенітний ракетний полк (в/ч А3730, м. Шепетівка)
- 254-й зенітний ракетний полк (в/ч 14951, м. Мукачево)
- 540-й зенітний ракетний Львівський полк (в/ч А4623, м. Каменка-Бузька)

## Командування
- (1992—1993) генерал-майор Оліфіров Олександр Федорович
- (1994—1999) генерал-майор Ткаченко Віктор Іванович
- (1999—2004) генерал-лейтенант Клімов Сергій Борисович